# Urakaze (1940)
El Urakaze (浦風 viento de la bahía?) fue un destructor de la Clase Kagerō. Sirvió en la Armada Imperial Japonesa durante la Segunda Guerra Mundial. 

## Historia
El Urakaze resultó hundido el 21 de noviembre de 1944 por el submarino estadounidense USS Sealion, mientras formaba parte de la escolta de los acorazados Kongō, Nagato y Yamato, con destino a Kure. En el estrecho de Formosa, el Sealion lanzó sus torpedos a los dos primeros acorazados de la formación, los Kongō y Nagato. El primero resultó alcanzado dos veces hundiéndose a las pocas horas, mientras que el Nagato logró evitar los torpedos, impactando uno de ellos en el Urakaze, que se hundió casi inmediatamente, sin supervivientes, en la posición (26°9′N 121°23′E / 26.150, 121.383).